# Bril·liàntovaia rukà
Bril·liàntovaia rukà (en rus: Бриллиа́нтовая рука́, literalment en català: "El braç de brillant") és una pel·lícula de comèdia soviètica realitzada per Mosfilm el 1968. Va ser dirigida pel director Leonid Gaidai i protagonitzada pels famosos actors i actrius soviètics, com ara Iuri Nikulin, Andrei Mirónov, Anatoli Papànov, Nonna Mordiukova o Svetlana Svetlítxnaia. Bril·liàntovaia rukà es va convertir en una pel·lícula de culte i és considerada per molts com una de les millors comèdies de tots els temps. Va ser també un dels líders de la taquilla soviètica de tots els temps, amb més de 76.700.000 espectadors durant l'era soviètica. La trama de la pel·lícula està basada en una història real d'uns contrabandistes suïssos qui van intentar transportar joies en un embenat de guix.

## Prehistòria
La trama de la pel·lícula, amb el títol de treball "Els contrabandistes" (en rus: Контрабандисты, Kontrabandisti), està basada en part en fets reals: Iàkov Kostiukovski en va tenir la idea després d'haver llegit al diari "Za rubejom" ("A l'estranger") un article sobre uns contrabandistes suïssos que van intentar transportar joies en un embenat de guix.
El guió va ser escrit especialment per a Iuri Nikulin, qui ja havia estat escollit per a interpretar el paper principal. Finalment, tota la família Nikulin va aparèixer en la pel·lícula: Tatiana Nikolàievna, la dona de l'actor, va interpretar una guia de turistes, i el seu fill Maksim, un noi que "caminava sobre l'aigua".
Inicialment, Leonid Gaidai, el director de la pel·lícula, volia que el paper de Gueixa Kozodóiev fos interpretat per Gueorgui Vitsin, però finalment es va arriscar i va convidar Andrei Mirónov, qui llavors tenia només 27 anys.
Anatoli Papànov, Mikhaïl Púgovkin i Leonid Satanovski van fer audicions per al paper del contrabandista i rufià Liólik. El consell artístic va escollir Papànov. En el guió inicial, Gueixa i Liólik van tenir els sobrenoms de "Comte" i, respectivament, "Mecànic". Spartak Mixulin va fer una audició per al paper d'un dels contrabandistes-farmacèutics, interpretat finalment per Leonid Kanevski.
El paper de la seductora Anna Serguéievna va ser proposat inicialment a Klara Lutxkó, però ella, tot i que va enviar les seves fotografies a les audicions, finalment va refusar el paper, considerant-lo poc seriós. La candidatura de Svetlana Svetlítxnaia va ser aprovada amb moltes reserves.

## Argument
A la ciutat portuària fictícia Txernomorsk (literalment: "de la mar Negra"), actua una banda de contrabandistes sota el comandament d'un tal "Cap". Els criminals porten de l'estranger unes monedes precioses de contraban, amagades en un bastó per a caminar. Després, per a legalitzar i blanquejar aquestes monedes, les amaguen sota la terra i, al cap d'un temps, les "troben" i lliuren a l'estat com si fos un tresor trobat, cobrant a canvi una gran quantitat de diners. Amb una part d'aquests diners, el "Cap" compra un cotxe Moskvitx-408, l'últim model en aquell moment.
Semion Semiónovitx Gorbunkov, economista superior de l'empresa de pesca "Guiproriba", un home de família exemplar i un honrat ciutadà soviètic, va a l'estranger per primera vegada, en un viatge turístic al vaixell de creuers "Mikhaïl Svetlov". A la mateixa cabina amb Gorbunkov, viatja Guennadi Petróvitx (Gueixa) Kozodóiev, membre de l'abans esmentada banda de contrabandistes, qui va ser enviat a l'estranger en una nova "missió". Durant el creuer, Gorbunkov i Kozodóiev es fan amics. En una ciutat oriental, en un dels carrers allunyats, Gueixa s'escapa de Gorbunkov i es dirigeix cap a una farmàcia, on ha de rebre unes joies de contraban per transportar-les a l'URSS en un embenat de guix a la mà, però es perd en el laberint dels carrers. Mentrestant, Gorbunkov es troba accidentalment al costat d'aquella farmàcia, rellisca i disloca la mà. Quan cau, diu la paraula "Ostres!", que, casualment, és la contrasenya que hauria de dir Gueixa. Els contrabandistes prenen Gorbunkov per al seu enllaç. Mig esvaït, es deixa portat a la farmàcia, on els contrabandistes li col·loquen un embenat de guix, en el qual amaguen joies d'or i diamants. Mentre ho feien, Gorbunkov es desperta i veu què està passant. Gueixa, l'enllaç real, arriba a la farmàcia massa tard, quan Gorbunkov ja ha marxat, i els contrabandistes s'adonen que hi va haver una confusió.
Gorbunkov diu al capità del vaixell què ha passat. El capità informa els cossos de seguretat soviètics, i aquests comencen la lluita contra els contrabandistes. Fan una proposta a Gorbunkov de participar en la “pesca amb esquer viu”, on l'esquer seria el mateix Gorbunkov. Es veu obligat a conformar-s'hi.
Els contrabandistes desenvolupen plans per a restituir els joies, però aquests fracassen un per un. Primer, Gueixa invita Gorbunkov a la pesca per a atordir-lo i treure-li el guix. Després ells van a un restaurant d'estiu, on Gueixa ha d'emborratxar Gorbunkov, i Liólik ha de treure-li el guix. Finalment, la "dona fatal" Anna Serguéievna organitza una trobada amb Gorbunkov a un hotel i intenta adormir-lo. Cap d'aquests plans té èxit.
Mentrestant, Nàdia, la dona de Gorbunkov, li troba als pantalons una pistola i una gran quantitat de diners. Sospita el seu marit d'infidelitat, però ell aconsegueix convèncer-la que està duent a terme una "tasca especial" molt important. Però després Nàdia es fa testimoni de la suposada "història amorosa" del seu marit amb Anna Serguéievna a l'hotel i, ofesa per la seva "infidelitat", se'n va de la casa amb els seus fills. Mikhaïl Ivànovitx, l'agent operatiu, demana que Semion Semiónovitx li digui al Gueixa (qui ja està sota la sospita policial) que el seu guix serà tret demà passat. Pres de pànic, Guièxa n'informa el "Cap".
L'endemà al matí, Liólik, disfressat com a taxista, intercepta Gorbunkov i el porta suposadament a Dubrovka, on aquest vol reunir-se amb la seva dona i els seus fills. Durant el camí, però, Liólik s'assabenta que Semion Semiónovitx sap de joies. Després de parlar amb el "Cap" per telèfon, Liólik diu a Gorbunkov que es va decidir treure-li el guix ara mateix i el porta a un garatge. Allà, ja que Gorbunkov també s'ha adonat qui és Liólik, entre ells comença una batussa. Gorbunkov aconsegueix tancar Liólik a una gàbia i surt al carrer. Però en aquest moment arriba Gueixa i obliga a Semion Semiónovitx tornar al garatge, on l'espera Liólik qui s'ha escapat de la gàbia. Els contrabandistes persegueixen Gorbunkov i el fan entrar en un cul-de-sac.
Semion Semiónovitx engega un dispositiu de neteja de cotxes, i un xàfec d'aigua cau sobre Liólik i Gueixa. Aprofitant aquest respir, Semion Semiónovitx surt del garatge i fuig cap a un bosc, on para un cotxe Moskvitx-408 i demana al seu conductor que el porti a la ciutat. El conductor, qui és el "Cap" mateix, suposadament es posa d'acord i comença a arreglar el motor. Fa un comentari que Gorbunkov havia sentit abans de la boca de Liólik, i Gorbunkov s'adona que aquest home és el "Cap". En aquest moment, apareixen Liólik i Gueixa, lliguen tots dos a un arbre, treuen el guix de Gorbunkov i fugen. Gorbunkov diu al "Cap" que en el embenat de guix no hi ha diamants: aquests ja fa temps que són a la policia. El "Cap" crida a Liólik i Gueixa que tornin i suggereix que Gorbunkov, com un home que "sap massa", serà liquidat. Els contrabandistes fan entrar Gorbunkov al maleter del cotxe i se l'emporten.
Els agents operatius s'adonen que Gorbunkov està en mans dels contrabandistes i envien un helicòpter Mi-8 a buscar el cotxe. El pilot del helicòpter observa un cotxe sospitós que es dirigeix cap a la frontera de l'Estat, l'agafa amb un cable i l'eleva. En vol, el maleter s'obre i Gorbunkov en cau des d'una alçada aparentment gran.
En la següent i última escena, Gorbunkov, amb una cama en guix, es passeja pel mar en una llanxa amb la seva família. Al final del passeig, Gorbunkov és traslladat amb honor de la llanxa, mitjançant una grua, a un cotxe ZIS-110B. La família Gorbunkov és escortada pels detectius de la policia que van capturar els contrabandistes i van ser ascendits ja que porten noves estrelles a les espatlleres.

## Repartiment
- Iuri Nikulin, Semion Semiónovitx Gorbunkov, economista de l'Institut Estatal de Planificació de la Pesca
- Nina Grebeixkova, Nàdia, dona de Gorbunkov
- Andrei Mirónov, Guennadi Kozodóiev, àlies Gueixa, contrabandista, ajudant del "Cap", model de vestits
- Anatoli Papànov, Liólik, contrabandista, ajudant del "Cap", home dur
- Nonna Mordiukova, Varvara Pliusx, administradora de la casa
- Svetlana Svetlítxnaia, Anna Serguiévna, "dona fatal"
- Stanislav Txekan, Mikhaïl Ivànovitx, capità (més tard, major) de policia
- Vladímir Guliàiev, Volódia, tinent de policia
- Andrei Fait, venedor de bitllets de loteria, visitant del restaurant "Salze ploraner"
- Nikolai Trofímov, coronel de policia
- Nikolai Romànov, el "Cap", líder del grup de contrabandistes
- Aleksandr Khvilia, Borís Savélievitx, mestre de l'hotel "Salze ploraner"
- Tatiana Nikúlina, guia turística
- Maksim Nikulin, noi amb la xarxa de pesca (no apareix als crèdits)
- Leonid Gaidai, alcohòlic (no apareix als crèdits, veu de Gueorgui Vitsin)
- Ígor Iassúlovitx, propietari del gos
- Roman Filíppov, visitant des de Kolimà
- Viktória Ostróvskaia, prostituta

## Cançons
L'illa de mala sort
La cançó irònica "L'illa de la mala sort" (en rus: Остров невезения, Óstrov nevezénia) va esdevenir molt popular després de l'estrena de la pel·lícula. És cantada durant el creuer per Kozodóiev, tot tocant una guitarra, mentre ell i Gorbunkov es relaxen a la coberta del vaixell. La cançó és temàtica, ja que presagia la mala sort que perseguirà Kozodóiev durant tota la pel·lícula. La cançó va ser interpretada pel mateix actor Andrei Mirónov. Això no ha de sorprendre, perquè molts actors soviètics d'aquella època sabien no només actuar, sinó també ballar i cantar.
Cançó sobre llebres
Una altra cançó molt popular de la pel·lícula és la metafòrica "Cançó sobre llebres" (en rus: Песня про зайцев, Pésnia pro zàitsev). Narra la història d'un grup de llebres personificats que recullen durant la nit la mitològica herba "trin" (en rus: трынь-трава, trin-travà) i proclamen que no tenen por de cap depredador, ja sigui un llop o un mussol. Els llebres canten amb audàcia la tornada que comença amb "No ens importa!" (en rus: А нам всё равно!, A nam vsio ravnó!). Aquesta, de fet, és la significació de "trin-travà". La cançó és interpretada a la pel·lícula pel protagonista Semion Gorbunkov després d'una gran dosi de vodka al restaurant. L'escena apareixeria en un segell dedicat a l'actor Iuri Nikulin. La cançó va ser interpretada pel mateix Nikulin.
Ajuda'm
La tercera i última cançó popular d'aquesta pel·lícula és "Ajuda'm" (en rus: Помоги мне, Pomoguí mne), interpretada per Aïda Vedísxeva, una cantant soviètica coneguda per les seves interpretacions de cançons de pel·lícules produïdes en els anys seixanta. La cançó paròdica a l'estil de tango tracta d'amor i passió, i es cantada en el fons durant l'escena quan una "dona fatal", contractada pels homes del "Cap", intenta seduir i emborratxar Gorbunkov.

## Equip de rodatge
- Guionistes: Leonid Gaidai, Iàkov Kostiukovski, Morís Slobodskoi
- Director: Leonid Gaidai
- Director de fotografia: Ígor Txernikh
- Director artístic: Féliks Iassiukévitx
- Compositor: Aleksandr Zatsepin
- Director de so: Евгения Индлина
- Director d'orquestra: Emín Khatxaturian
- Textos de cançons: Leonid Derbeniov